# دتلو ریشتر
دتلو ریشتر (انگلیسی: Detlef Richter؛  – ) از ورزشکاران و مدال‌آوران در بازی‌های المپیک زمستانی اهل آلمان بود.
وی در مسابقات کشوری و بین‌المللی در مجموع برندهٔ ۵ مدال نقره، ۳ مدال برنز شده‌است.